# Por el nombre de Dios
Por el nombre de Dios es una miniserie que se emitió en Argentina en 1999 por Canal 13, fue producida por Pol-ka y dirigida por Jorge Nisco. Se conformó solamente de 13 episodios. Protagonizada por Adrián Suar y Carina Zampini. Coprotagonizada por Federico D'Elía, Pompeyo Audivert, Celina Font, Edgardo Moreira y Héctor Da Rosa. Antagonizada por Horacio Roca, Jorge García Marino, Luis Minces, Roly Serrano, Daniel Aráoz, Carlos Portaluppi y el primer actor Alfredo Alcón en el rol del inquisidor español Julián de la Serna. También, contó con las actuaciones especiales de Tony Vilas y el primer actor Aldo Braga. Su primer episodio promedió 24 puntos de audiencia.

## Sinopsis
En una vasija, una profecía del pasado nos dice que el verdadero nombre de Dios será revelado con un niño nacido en el último año del milenio.
Este nombre será escrito en el cuerpo del bebé nacido en el nuevo mundo de una doncella virgen, Ariana (Carina Zampini), y un hombre en la plenitud de sus fuerzas. Este hombre, Pablo (Adrián Suar), abre, en el presente, una segunda vasija y le serán otorgados los poderes especiales necesarios para proteger a la madre y al niño ante cualquier interferencia en la revelación del nombre del Dios.
Mientras tanto, el inquisidor español Julián De la Serna (Alfredo Alcón), quien ha sobrevivido desde el siglo XVI en la búsqueda de poder divino, tratará también de alcanzar sus propios planes divinos al obtener el nombre sagrado, pero para eso decide unir fuerzas con Satanás a través de sus enviados demonios, quienes están camuflados como humanos.

## Elenco

### Protagonistas
- Alfredo Alcón como Julián de la Serna.
- Adrián Suar como Pablo Rios.
- Carina Zampini como Ariana.

### Elenco Protagónico
- Federico D'Elía como Damián.
- Pompeyo Audivert como Lisandro.
- Celina Font como Laura.
- Aldo Braga como Manuel.
- Horacio Roca como Nielsen.

### Elenco Principal
- Tony Vilas como Hermes.
- Daniel Aráoz como Juan.
- Roly Serrano como Pedro.
- Jorge García Marino como Salazar.
- Edgardo Moreira como Retto.
- Luis Minces como Ambró.
- Mónica Santibáñez como Patricia.
- Héctor Da Rosa como Salas.

### Participaciones
- Marcelo D'Andrea
- Juan Carlos Ricci como Médico
- César Bordón como Policía.
- Carlos Portaluppi como Barrachina.
- Héctor Nogués como Forense.
- Luciano Cáceres como Paciente Psiquiátrico.

## Banda Sonora
https://www.youtube.com/watch?v=Ips_92_KXEg&t=2s

## Premios
- Medalla de oro en el Festival de Nueva York, como mejor programa de acción y aventuras.
- Premio Argentores a Marcelo y Walter Slavich por el guion.
- Premio Martín Fierro a Jorge Nisco por su dirección.

## Retransmisión
Pudieron verse dos retransmisiones de esta miniserie, primero en el año 2008 y luego, en el 2020 por el Canal Volver.